# Rägavere, Sõmeru
Rägavere este un sat situat în partea de nord-est a Estoniei, în regiunea Lääne-Viru. Aparține comunei Sõmeru.